# Synthèse de Paal-Knorr
La synthèse de Paal-Knorr est, en chimie organique, une méthode d'obtention des furanes, des pyrroles et des thiophènes à partir des 1,4-dicétones. Cette synthèse tient son nom des chimistes allemands Carl Paal et Ludwig Knorr qui l'ont décrite en 1884 pour la synthèse de furanes. Elle a ensuite été adapté pour la synthèse des pyrroles et des thiophènes,
. Bien qu'elle soit largement utilisée, son mécanisme n'a été totalement compris qu'en 1991,.
L'obtention de furanes nécessite une catalyse acide.
Une amine primaire est nécessaire pour obtenir des pyrroles.
Dans le cas des thiophènes, le pentasulfure de diphosphore est utilisé comme agent souffrant.